# Electric Café
Albums de Kraftwerk
Computer World
(1981) The Mix
(1991)
Electric Café est un album du groupe Kraftwerk, sorti en novembre 1986. Il est ultérieurement renommé Techno Pop lors de sa réédition en 2009. Conceptuellement, il s'agit du 6e album du Catalogue officiel de Kraftwerk.
Intitulé à l'origine Techno Pop, l'album aurait dû sortir en 1983. En effet, la publicité annonçant sa sortie imminente avec le visuel de la pochette et un numéro de référence circule dans la presse spécialisée dès le printemps 1983. Cette version initiale comprend quatre titres : Techno Pop, The Telephone Call, Sex Object et Tour de France. Ce dernier morceau fait l'objet d'une publication en avant-première sur 45 Tours et Maxi 45 Tours au cours de l'été pour coïncider avec le déroulement du Tour de France 1983 tandis que la sortie de l'album est ajournée car le groupe est insatisfait du résultat au niveau du mixage de certains titres et souhaite par conséquent retravailler l'ensemble. Kraftwerk fait alors appel à des studios et compétences extérieurs et pour  cela voyage jusqu'à New-York mais la démarche n'est pas concluante. Une seconde version du single Tour de France, avec un son différent au niveau de la rythmique, sort toutefois en début d'année suivante. Les options et versions se multipliant sans succès au fil du temps, le groupe décide finalement de refaire les morceaux en repartant pratiquement de zéro. À ce moment-là le titre Tour de France, déjà publié en plusieurs versions, est écarté du projet. Il sera remplacé par un nouveau morceau, Electric Café, crée en une semaine à la fin de l'hiver 1986. Ces changements ont une conséquence sur la pochette de l'album : le visuel sur fond beige avec le croquis des quatre cyclistes, qui a été utilisé sur fond bleu-blanc-rouge pour la pochette du 45 Tours Tour de France, n'est plus d'actualité. La nouvelle pochette fera figurer la tête des quatre membres du groupe en image de synthèse.
Au cours de l'achèvement de la nouvelle version de l'album en 1986, soit trois ans plus tard, le groupe décide finalement de l'intituler Electric Café, titre du morceau le plus récent. Lors de sa réédition en version « remastered » en 2009 au sein du Catalogue, Electric Café retrouve son appellation d'origine, Techno Pop. Deux morceaux dans leur version originale de 1983, Techno Pop, et Sex Object, font surface quelques années plus tard sous la forme de bootlegs et donnent une idée de la façon dont sonnait le projet avorté de 1983.
Tout comme ses prédécesseurs Trans-Europe Express, The Man-Machine et Computer World, Electric Café est sorti en version allemande et en version anglaise (pour le commerce à l'international). La version allemande se différencie de la version anglaise par ses paroles en allemand sur trois  morceaux : The Telephone Call, Techno Pop et Sex Object. Par ailleurs, Sex Object a aussi fait l'objet d'une version en espagnol, figurant sur l'album sorti en Espagne avec la mention « Edición Española » sous le titre de la pochette.

## Titres
| No | Titre                                  | Durée |
| -- | -------------------------------------- | ----- |
| 1. | Boing Boom Tschak                      | 2:57  |
| 2. | Techno Pop                             | 7:42  |
| 3. | Musique Non Stop                       | 5:45  |
| 4. | The Telephone Call / Der Telefon-Anruf | 8:03  |
| 5. | Sex Object / Sex Objekt                | 6:51  |
| 6. | Electric Cafe                          | 4:20  |